# Fiat Chine
Fiat Chine regroupe tous les intérêts du Groupe Italien Fiat dans cet immense pays afin de participer à son essor industriel.
Le groupe Fiat compte 16 sociétés dans le pays qui emploient plus de 8 000 salariés et génèrent un chiffre d'affaires d'environ 650 millions de US$ en 2005, selon la valeur accordée à la monnaie chinoise.
Ces sociétés sont :
- Fiat Auto avec :

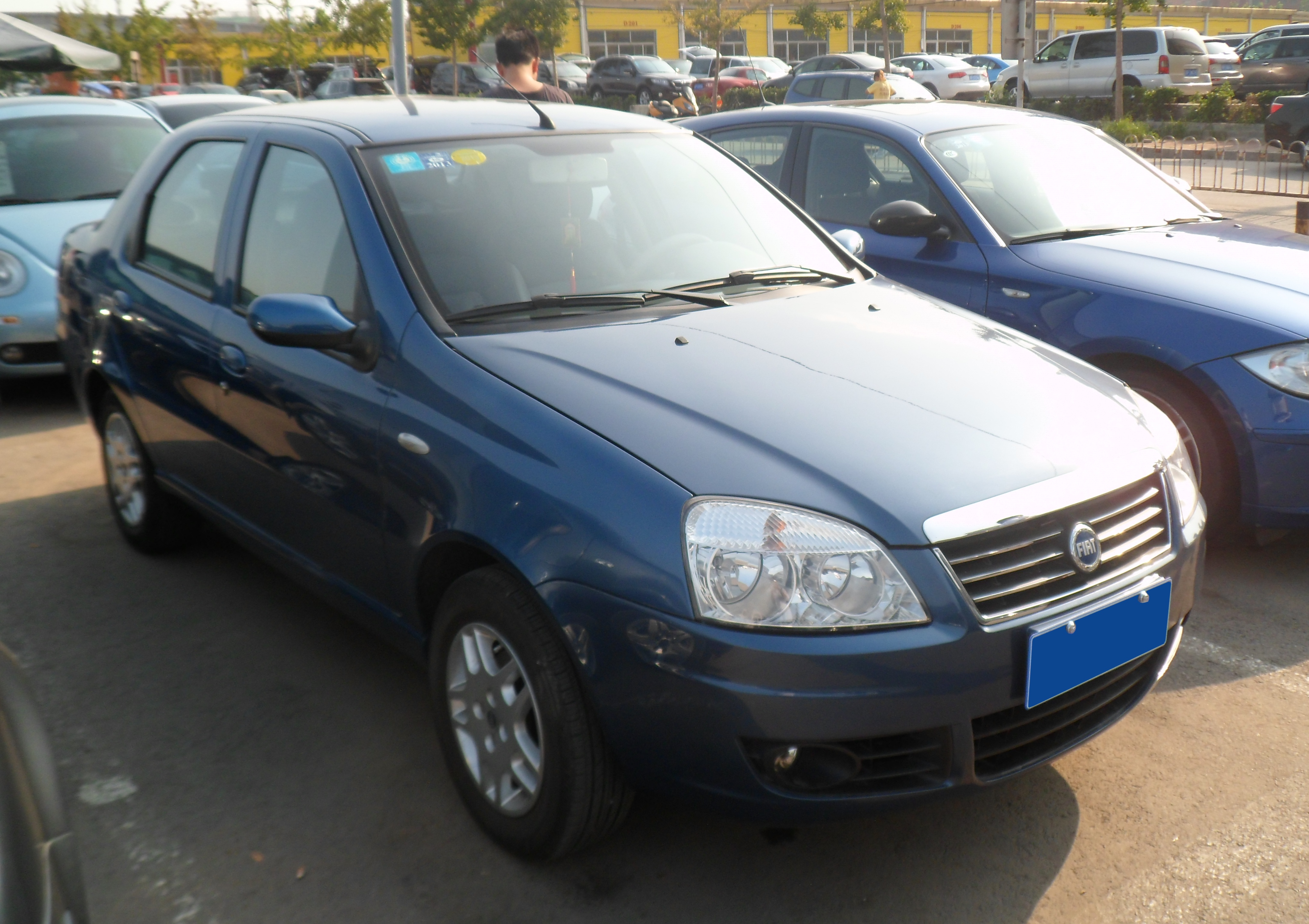
Une Fiat Perla à Pekin

  - Nanjing-Fiat, coentreprise créée en 1999 et dissoute le 31 décembre 2007 après la reprise de Nanjing par SAIC.
  - Fiat Chery, 1re coentreprise créée en 2006 pour la fabrication et la commercialisation de l'Alfa Romeo 159, une 2e coentreprise a été créée en janvier 2008 pour la fabrication et la commercialisation de tous les modèles Fiat Auto en Chine. Ces entreprises n'ont pas été suivies d'effets. Le projet d'alliance entre Fiat Auto et Chery a été laissé sans suite.
  - Fiat-GAIC, GAIC - Guangzhou Automobile Industry Group - coentreprise qui fait suite à une première J-V de 2007 pour la fabrication de moteurs Fiat en Chine. La coentreprise produit depuis mi-2012 la Fiat Viaggio, une Dodge Dart rebadgée.
- Iveco avec :
  - NAVECO créée en 1986, pour la fabrication de véhicules industriels légers et moyen tonnage, les IVECO Daily,
  - SAIC IVECO créée en 2006, pour la fabrication de la gamme lourde Iveco,
  - SAIC IVECO-FPT, créée en 2006 pour la fabrication de moteurs et boîtes de vitesses pour poids lourds,
- CNH-Case New Holland, pour les machines agricoles et matériels de travaux publics,
- Fiat Powertrain Technologies, pour la fabrication de moteurs essence et diesel et boîtes de vitesses,
- Magneti-Marelli, pour les composants automobiles,
- Teksid, pour la sidérurgie acier et aluminium,
- Comau, pour la robotique.